# 木ぷぞ
木ぷぞ（きーぷぞ）は、沖縄県国頭郡伊江村（伊江島）に伝わる民謡である。

## 概要
木ぷぞ（漢字表記：木宝蔵）は、本来はガジュマル材をくり抜いて作った煙草入れを指す。伊江島の農民が自宅から畑までの行き帰りに、木ぷぞを煙管や鍬の柄で打って拍子を取り、三線の音色の口真似・「口三線」
トロントロントロン　テンドロドン　テンドロドンテン
で、沖縄民謡「ナークニー」と同一の旋律を取って唄った。そのため現在でも木ぷぞを唄う際は三線などの楽器による伴奏を取らず、木ぷぞを打ち鳴らし三線の音色のオノマトペの口真似と共に歌い上げる。「歌詞を唄う者」「三線の口真似をする者」がそれぞれ必要なため、民謡・木ぷぞは一人のみでは歌えない。
なお曲名には表記ゆれがあり、『伊江村史』では「木フゾー」、伊江村のホームページでは「木ぷぞ」（きーぷぞ）。「日本民謡大観」では「木宝蔵」、「沖縄民謡総攬」の解説文では「きいぷぞう」とそれぞれ記されている。下門健吾が行ったフィールド調査によれば、「きぷぞ」ではなく「きーぷーぞー」であるという。
歌詞
| 番   | 歌詞（琉球語伊江島方言）                                                            | 現代語訳（例） |
| ---- | ----------------------------------------------------------------------------------- | --- |
| 一、 | 木ぷぞぬ しゃくぬ ぬぬなさき あゆが ゆるぬ ゆながとぅむ すついちぃとばすい          | 木の煙草入れ程度の奴に 何の思い入れがあろうか。 夜の夜中じゅう 叩いて遊ぶことにしよう                               |
| 二、 | あしゃぎから ぬぶてぃ はなぬ じょうぐちむら あすぃでぃ なんじゃとぅむ くいし かにし | あしやぎ（地名）から登り 花の門口村に着き 並里の野原で遊び 神石で恋をしよう                                         |
| 三、 | わが いちゃる はるや あたいばるばんたヨ てぃさじ むちゃぎらば わんでぃ とぅむり     | 私が行く畑は あたい原ばんた（現在の村役場付近の地名） 手ぬぐいを持ち上げて合図するから そしたら私だと思ってください |
| 四、 | てぃさじ むちゃぎりば ゆすぬみぬ しじさ かしらとぅ いなずぃき てぃむちやぎより      | 手ぬぐいを持ち上げると よその目が怖いから 頭をさわる振りをして 手を上げなさい。                                     |
| 五、 | すぃつぃかくす ゆなぎ なぢぶしゃや あすぃが うり なぎば さとぅとぅ どぅむちぐりしゃ | 月を隠すユウナの木を 枝打ちしたいけれども 枝打ちしたらあの人と 逢引きができない                                     |
| 六、 | あわぐるやむしる じょうのキザイまくら ちんやかやとむてぃ さらゆあかちぃ             | 粟殻を筵にして 門の石段を枕に 着物は蚊帳と思って なんと夜を明かしてしまった                                         |
| 七、 | またん くぬ しちゃに あしばりが しゅゆらヨ くぬからが しよてぃ とぅしが ゆゆら      | またこの辻で 遊ぶことができるだろうか このままで 齢が寄っていくのだろうか                                           |

『伊江村史』には、以下の歌詞も記載されている。
あたらしか　目まゆ　まにが送らりら　東り浜崎の　ユナの下に
〈惜しい美人が死んだ　どこに葬るのだろうか　やはり浜崎の墓地のユウナの木の下に葬るのか〉
あしゃぎくだみ石　たとい崩りてん　並里となびが　死なん限り
〈あしゃぎ（地名）のくだみ石（神事の折、神女が乗馬の折の踏み台にする石）が崩れても、並里（男子名）となび（女子名）の仲は死ぬまで続くだろう〉
あきよ十日月ぬ　はたかけるまでん　なまで里（さとぅ）や　にゃくんさらみ
〈陰暦十日の月の橋が欠けるまでも、見えない里（彼氏）はもう来ないだろう〉

## 参考資料
- 三隅治雄『沖縄音楽総攬』日本コロムビア、1965年。ASIN B000U5HVLG。
- 伊江村誌編集委員会『伊江村史　上巻』伊江村、1980年。ASIN B0C1K7JVKF。
- 日本放送協会『日本民謡大観（沖縄奄美）』日本放送協会、1991年。ISBN 978-4140600634。
- 下門健吾「伊江島民謡の諸相 －フィールドワークと取材方法における諸課題－」『琉球大学教育学部音楽科論集』第3号、琉球大学教育学部音楽科、207-232頁、CRID 1050574201771406336、hdl:20.500.12000/20908、NAID 120003142411。「発表年不明」